# Kodeks Justyniana

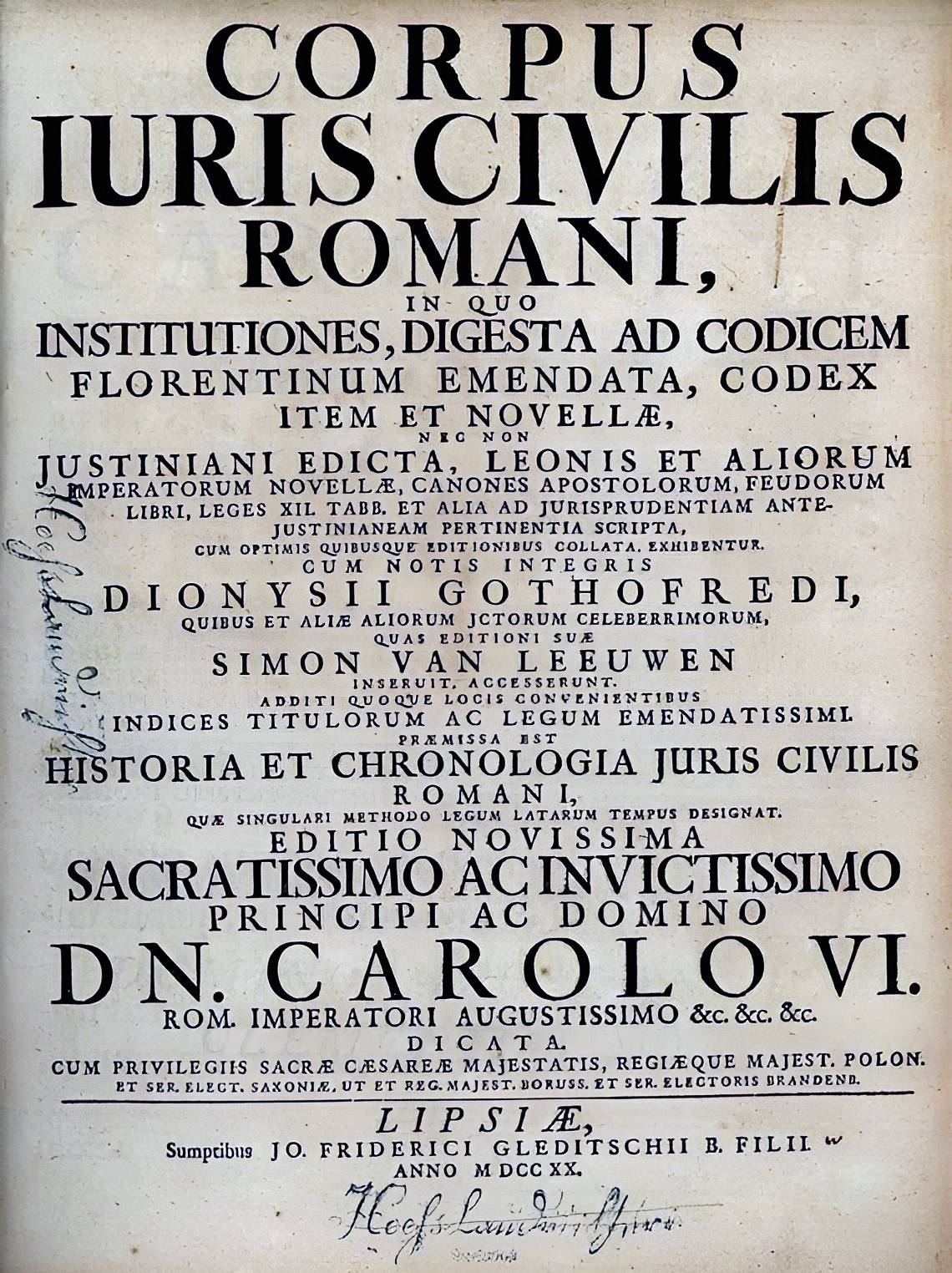
Strona tytułowa wydania z 1583

Kodeks Justyniana (łac. Codex Iustinianus) – jedna z trzech części wielkiej kompilacji prawa rzymskiego podjętej w latach 528–534 n.e. przez cesarza Justyniana I Wielkiego.

## Historia powstania
Justynian rozpoczął prace nad Kodeksem rok po wstąpieniu na tron (527). W tym celu powołał 13 lutego 528 konstytucją (ustawą) Haec specjalną komisję, w skład której weszło siedmiu urzędników cesarskiej administracji wysokiej rangi (byli wśród nich m.in. Trybonian i Theophilus). Komisja zakończyła swoje prace po upływie kolejnego roku i 7 kwietnia 529 roku ogłoszono konstytucją Summa pierwszy w ramach kodyfikacji, tzw. Codex vetus („dawny”), którego treść nie dochowała się do naszych czasów. Kilka lat później − w wyniku pracy kolejnej komisji złożonej z Tryboniana, profesora Dorotheusa z Berytu i 3 adwokatów − 16 listopada 534 roku z mocą od 29 grudnia, konstytucją Cordi ogłoszono tzw. Codex repetitae praelectionis („Kodeks ponownego wyboru”), który zastąpił poprzedni.

## Systematyka
Kodeks Justyniana składa się z 12 ksiąg podzielonych na tytuły (w liczbie 765). Zawierają one szereg (przeszło 4600) konstytucji wydawanych przez cesarzy rzymskich, z których najstarsze pochodzą z czasów Hadriana, z wyszczególnieniem imienia cesarza, który przyjął dany akt, adresata konstytucji oraz daty i miejsca jej ogłoszenia (przy braku informacji umieszczano słowa sine die et consule, 'bez dnia i konsula'). W większości napisane są po łacinie, około 150 po grecku.
Treścią są przepisy prawa kościelnego i ustrojowego (księga 1), cywilnego (księgi 2 − 8), karnego (księga 9), administracyjnego i finansowego (10 − 12). Księgi podzielone są na tytuły. Kodeks cytowany jest następująco: C lub CJ, numery księgi, tytułu, ustawy, paragrafu. Pierwszy paragraf oznaczany jest pr. (principium a. proemium, 'początek'), drugi jako 1 itd.
Poza Kodeksem Justyniana w skład kodyfikacji justyniańskiej wchodzą jeszcze dwa dzieła. Pierwszym są Digesta Iustiniani (Digesta seu Pandectae) – zbiór 50 ksiąg, ogłoszonych 16 grudnia 533 przez konstytucję Tanta z mocą od 29 grudnia, zawierających fragmenty (9123) z pism 38 prawników rzymskich, poczynając od I wieku p.n.e. aż do III wieku n.e., będący najobszerniejszą częścią kodyfikacji Justyniana. Z założenia fragmenty w nim zawarte miały pochodzić od prawników posiadających przywilej ius publice respondendi, jednakże kompilatorzy wykorzystali również dzieła będące wynikiem działalności trzech prawników z okresu przedklasycznego, którzy przywileju tego posiadać nie mogli (przywilej ten został wprowadzony przez Augusta). Według informacji cesarza komisja wyselekcjonowała materiał z 2000 ksiąg mających ogółem 3 miliony wersów, z czego do Digestów trafiło ok. 150 tysięcy wersów. Do tekstów tych kompilatorzy wprowadzali interpolacje, aby uzgodnić dawne prawo ze współczesnym im. Ich analiza i odkrywanie pierwotnego tekstu od dawna jest przedmiotem zainteresowania uczonych. Treścią jest prawo ustrojowe (księga 1), cywilne (2 − 46), karne (47 i 48), procesowe (49) i administracyjne (50). Księgi omawiające prawo karne Justynian nazwał „strasznymi” (terribiles libri). Cytowanie podobnie jak Kodeksu − D. lub Dig., kolejne numery: księgi, tytułu, fragmentu i paragrafu (pierwszy paragraf oznaczany jest pr.).
Drugim dziełem są Institutiones Iustiniani (Institutiones sive Elementa) – podstawowe wiadomości z zakresu prawa, o charakterze podręcznikowym, adresowane do cupidae legum iuventuti („żądnej prawa młodzieży”), zebrane w czterech księgach; oparte były głównie na Instytucjach Gaiusa z II w n.e. oraz podręcznikach takich prawników jak: Florentinus, Marcjan, Ulpian. Instytucje, na równi z Kodeksem i Digestami,  posiadały również moc ustawy. Zostały ogłoszone 21 listopada 533 konstytucją Imperatoriam.
Prócz tego, zgodnie z zapowiedzią, po zakończeniu prac kompilatorskich cesarz wydawał kolejne nowe ustawy (novellae constitutiones), w większości po grecku lub dwujęzyczne, grecko-łacińskie. Wbrew zapowiedzi nie doszło do ogłoszenia ich urzędowego zbioru. Zachowały się trzy większe prywatne zbiory. Najobszerniejszy liczy 168 nowel, z których 2 poprzedzają Justyniana (z lat ok. 513 i 521−523), 10 pochodzi od jego następców (ostatnia datowana jest na rok 575). Nowele wprowadzały istotne zmiany w prawie kościelnym, administracyjnym i finansowym a w zakresie cywilnym w prawie małżeńskim (nr 22) i spadkowym (115, 118, 127). Nowelę zwykle otwiera wstęp (łac. praefatio), a zamyka słowo końcowe (z gr. epilogus).  Większe nowele podzielone są na rozdziały (łac. capita) i ewentualnie paragrafy. Cytowanie: skrót Nov., numer ustawy (numeracja tylko w części jest chronologiczna), rozdziału i ewentualnie paragrafu.